# Hollow Rock
Hollow Rock est une municipalité américaine située dans le comté de Carroll au Tennessee.

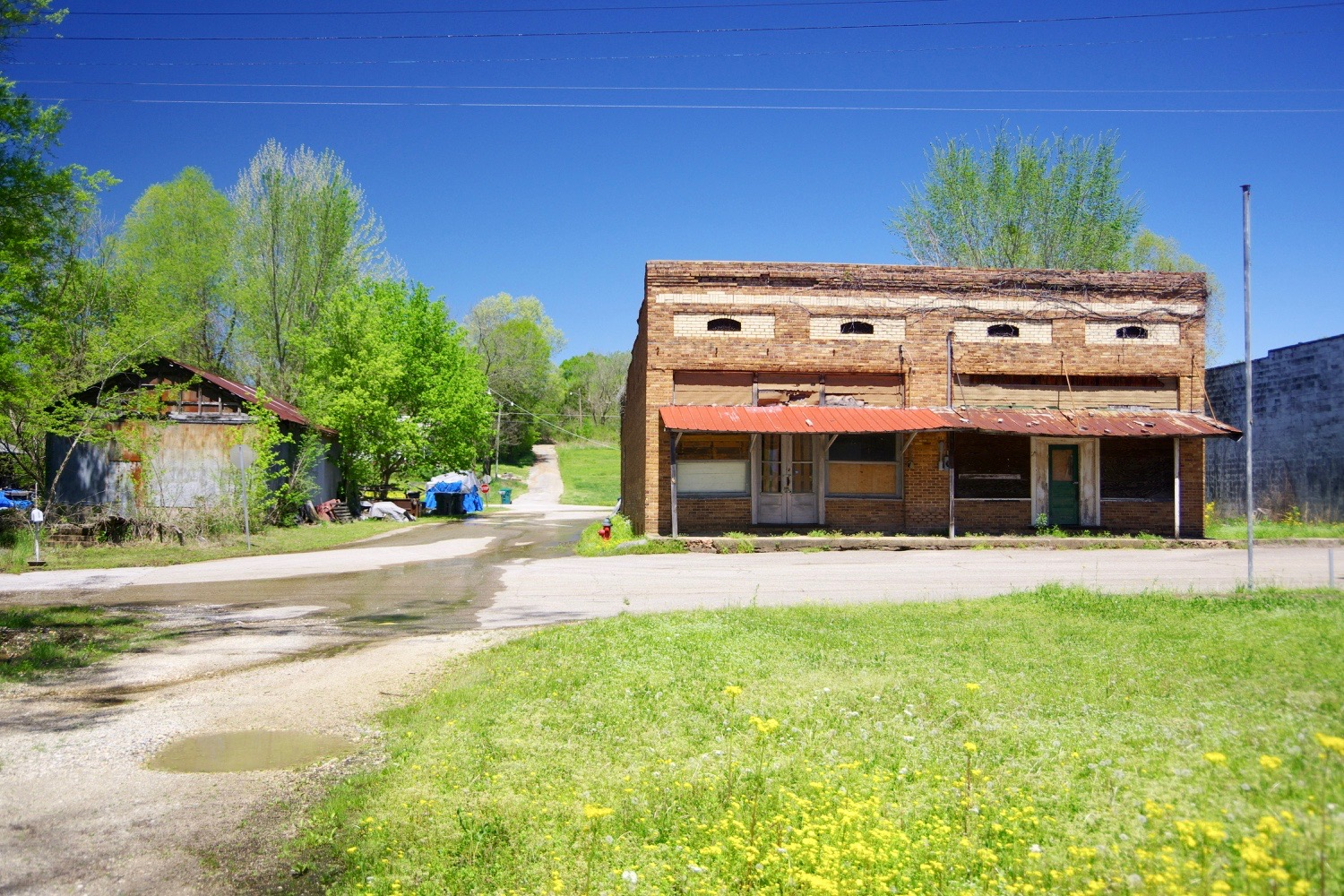
Coin de Spring et Main

Selon le recensement de 2010, Hollow Rock compte 718 habitants. La municipalité s'étend sur 1,79 mille carré (4,64 km2).
Fondée vers 1870, Hollow Rock devient une municipalité en 1911. Elle doit son nom à un rocher (en anglais : rock) en partie creusé (en anglais : hollowed out) situé à proximité du bourg.